# Einar Hylander
Einar Hylander, född 26 januari 1913 i Göteborg, död 3 juli 1989 i Stockholm (Oscars församling), var en svensk skådespelare och konstnär. Han har blivit känd också för sitt personligt skapade hem, som bevarats åt eftervärlden. Han är far till konstnärerna Bo Hylander och Torsten Hylander samt farfar till filmaren Anna Hylander.

## Biografi
Hylander växte upp i Göteborg. Efter studier vid Gösta Terserus teaterskola engagerades han vid bland annat Boulevardteatern, Norrköpings stadsteater och Nya teatern i Stockholm.
Som bildkonstnär arbetade Hylander speciellt under 1970- och 1980-talen med att utveckla kollage uppbyggda av utrivna eller utklippta korta textutdrag ur romaner som han själv uppskattade.
1996 gjorde hans barnbarn Anna Hylander kortfilmen Låt höra av dig minne om Einar Hylander och hans sista lägenhet på Östermalm. 
Hylander är begravd på Östra kyrkogården i Göteborg.

## Einar Hylanders lägenhet
1983 flyttade Einar Hylander till ett 57 kvadratmeter stort gårdshus på Narvavägen 29 på Östermalm i Stockholm. Lägenheten inredde han själv i olika vita nyanser och hemmet blev till ett konstverk, eller ett miljöbygge, som han själv kallade det. Allt i lägenheten, från möbler och textilier till spröjsarna på fönstret, är skapat av honom själv. 
Lägenheten förvaltades av Moderna museet och var öppen för visningar. Under 2018 övertogs lägenheten av husets bostadsrättsförening och Moderna museets engagemang upphörde. Bostaden har sedan gått ut till försäljning.

## Filmografi
- 1942 – Halta Lottas krog
- 1943 – På liv och död
- 1944 – Fattiga riddare
- 1945 – Jagad
- 1946 – Eviga länkar
- 1946 – Det regnar på vår kärlek
- 1947 – Jens Månsson i Amerika
- 1948 – Flickan från fjällbyn
- 1951 – Foreign Intrigue (TV-serie)

## Teater
| År   | Roll               | Produktion                                               | Regi             | Teater                           |
| ---- | ------------------ | -------------------------------------------------------- | ---------------- | -------------------------------- |
| 1947 |                    | Romeo och Julia William Shakespeare                      | Johan Falck      | Norrköping-Linköping stadsteater |
| 1947 | Ed Devery          | Född i går Garson Kanin                                  | Johan Falck      | Norrköping-Linköping stadsteater |
| 1947 |                    | Kungens paket Staffan Tjerneld och Alf Henrikson         | Hans Dahlin      | Norrköping-Linköping stadsteater |
| 1947 |                    | Den heliga familjen Rudolf Värnlund                      | Gunnar Skoglund  | Norrköping-Linköping stadsteater |
| 1948 | Nils Gyllenstierna | Erik XIV August Strindberg                               | Johan Falck      | Norrköping-Linköping stadsteater |
| 1948 |                    | De fyra små Georges Roland                               | Hans Dahlin      | Norrköping-Linköping stadsteater |
| 1948 |                    | Född i går Garson Kanin                                  | Johan Falck      | Norrköping-Linköping stadsteater |
| 1948 |                    | Det orimliga Arvid Brenner                               | Hans Dahlin      | Norrköping-Linköping stadsteater |
| 1948 |                    | Strändernas svall Eyvind Johnson                         | Johan Falck      | Norrköping-Linköping stadsteater |
| 1949 |                    | Det gåtfulla leendet Aldous Huxley                       | Johan Falck      | Norrköping-Linköping stadsteater |
| 1949 | Hovmästaren        | En komedi om kärlek Jean Anouilh                         | Johan Falck      | Norrköping-Linköping stadsteater |
| 1949 |                    | Linje Lusta Tennessee Williams                           | Johan Falck      | Norrköping-Linköping stadsteater |
| 1950 | Herr Buchanan      | Jagande efter vind (Summer and Smoke) Tennessee Williams | Per-Axel Branner | Nya Teatern                      |